# Musa (La Molina)
Musa es el nombre de una localidad y urbanización perteneciente al distrito de La Molina, en la ciudad de Lima, capital del Perú. Es una zona de carácter "popular", habitada por familias de nivel socioeconómico medio alto y medio. Asimismo, es uno de los pocos sectores populares y reconocidos que posee el distrito de La Molina.

## Geografía y límites

### Geografía
Musa está ubicada en el extremo este del distrito de La Molina, específicamente, en las cuadras 46 y 47 de la avenida La Molina.

### Límites
Limita al norte, con la cantera Arenera La Molina. Luego, colinda al este, con el distrito de Pachacámac, mediante la cuadra 48 de la avenida La Molina, también llamado Portachuelo de Manchay. Después, limita al sur, con el distrito de Pachacámac, por medio del cerro Tres Cumbres. Posteriormente, colinda al suroeste, con la urbanización Los Huertos de La Molina. Y finalmente, limita al oeste, con la urbanización Sol de La Molina.
| Noroeste: Urb. Sol de La Molina         | Norte: Arenera La Molina    | Nordeste: Distrito de Pachacámac |
| Oeste: Urb. Sol de La Molina            |                             | Este: Distrito de Pachacámac     |
| Suroeste: Urb. Los Huertos de La Molina | Sur: Distrito de Pachacámac | Sureste: Distrito de Pachacámac  |

## Historia
La Cooperativa de Vivienda Musa fue fundada el 2 de julio de 1969 por la asociación de trabajadores de la Universidad Nacional Agraria La Molina, SIPA, Municipalidad de La Molina y Arenera La Molina. Gracias al apoyo del Banco de Vivienda, los socios lograron hipotecar sus terrenos, facilitando el funcionamiento de sus viviendas, y los servicios de agua, luz, pistas y veredas. Posteriormente, se fueron implementando servicios de salud y educación, además de servicios de transporte y comunicaciones. Desde 2019, el servicio 204 del Corredor Rojo pasa por la zona, donde posee un paradero de ida y uno de vuelta en la avenida La Molina.

## Hitos urbanos importantes

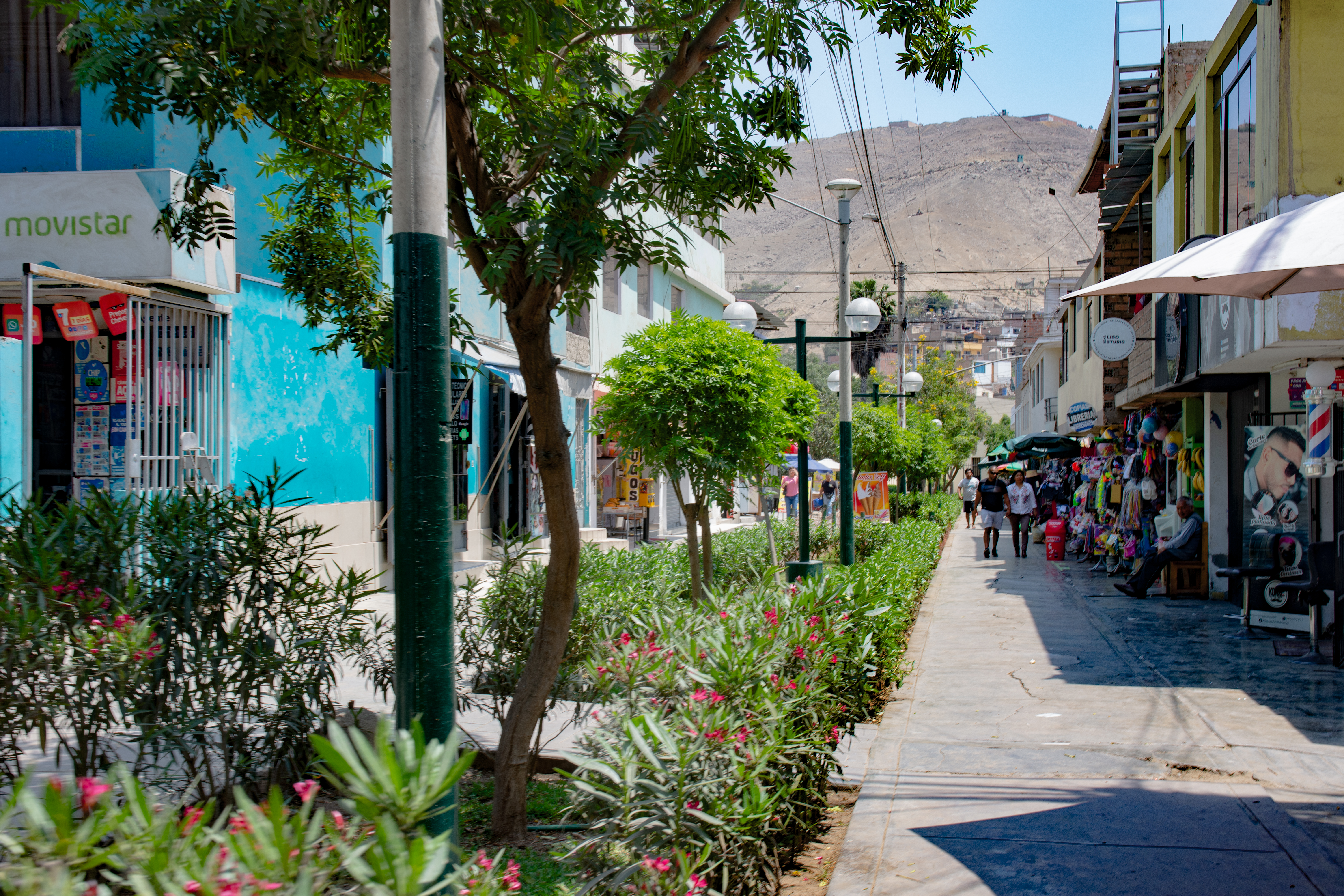
Pasaje Las Araucarias (Boulevard de Musa).

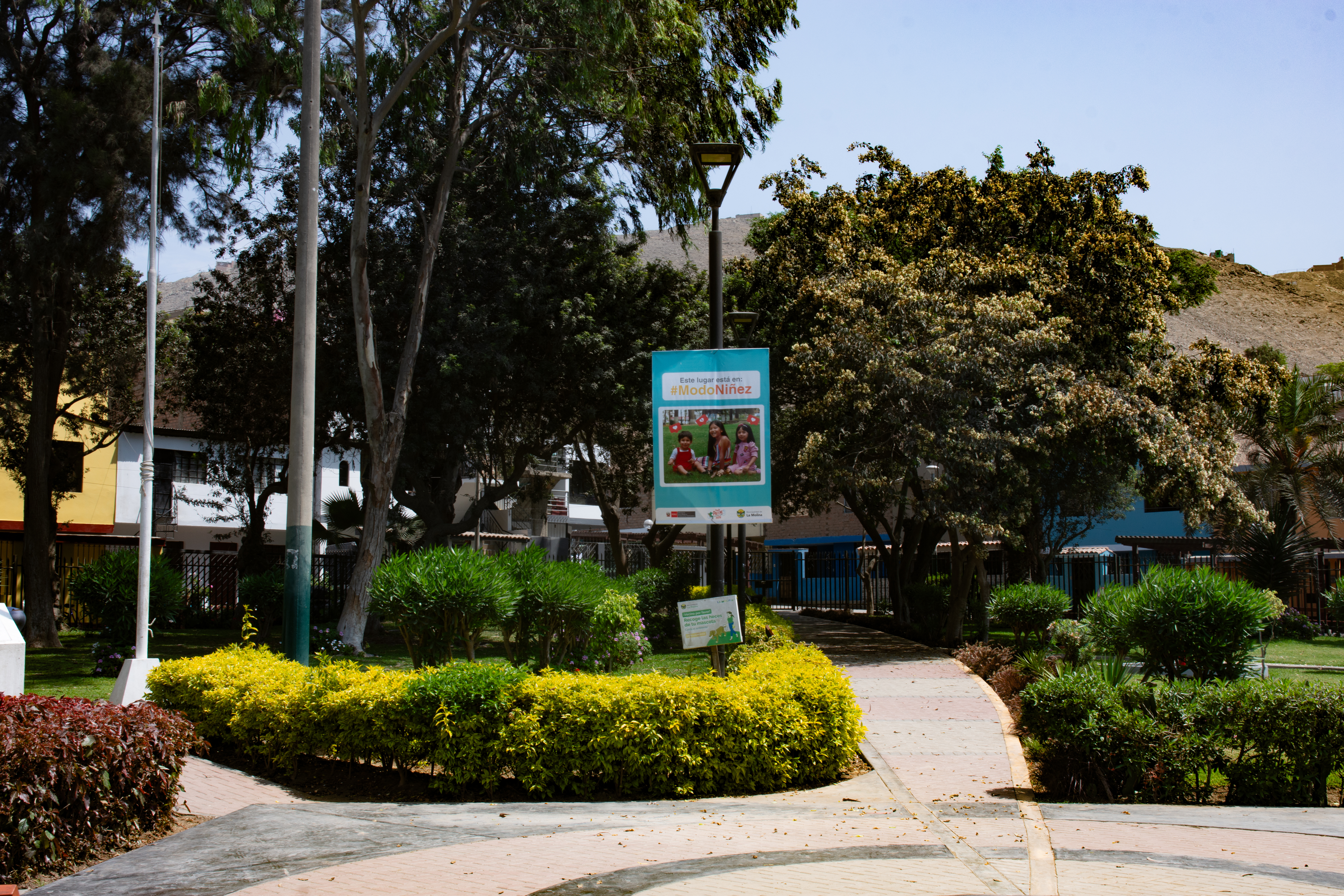
Parque Central de Musa.

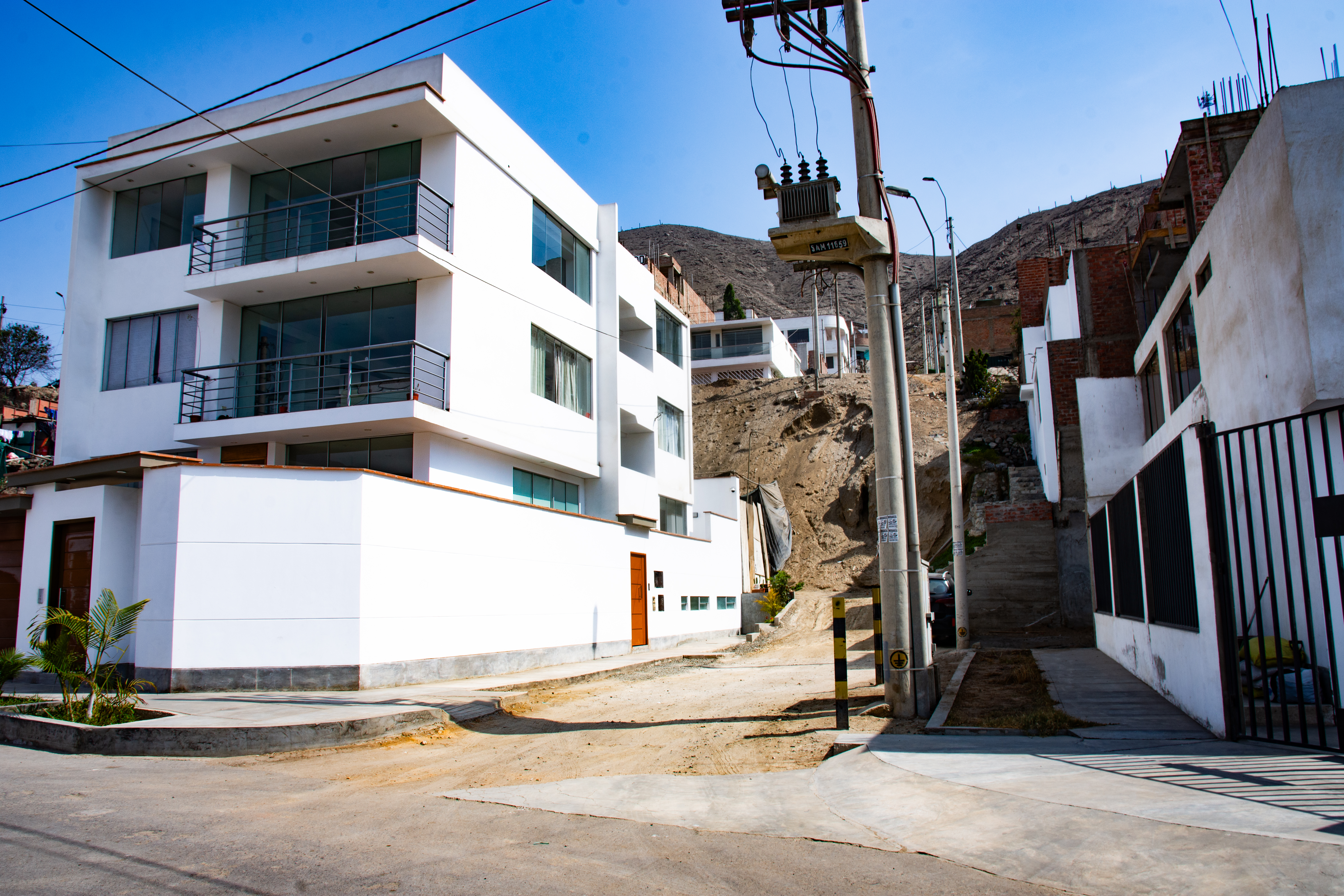
Asociación Pro-Vivienda Las Flores, Musa - La Molina

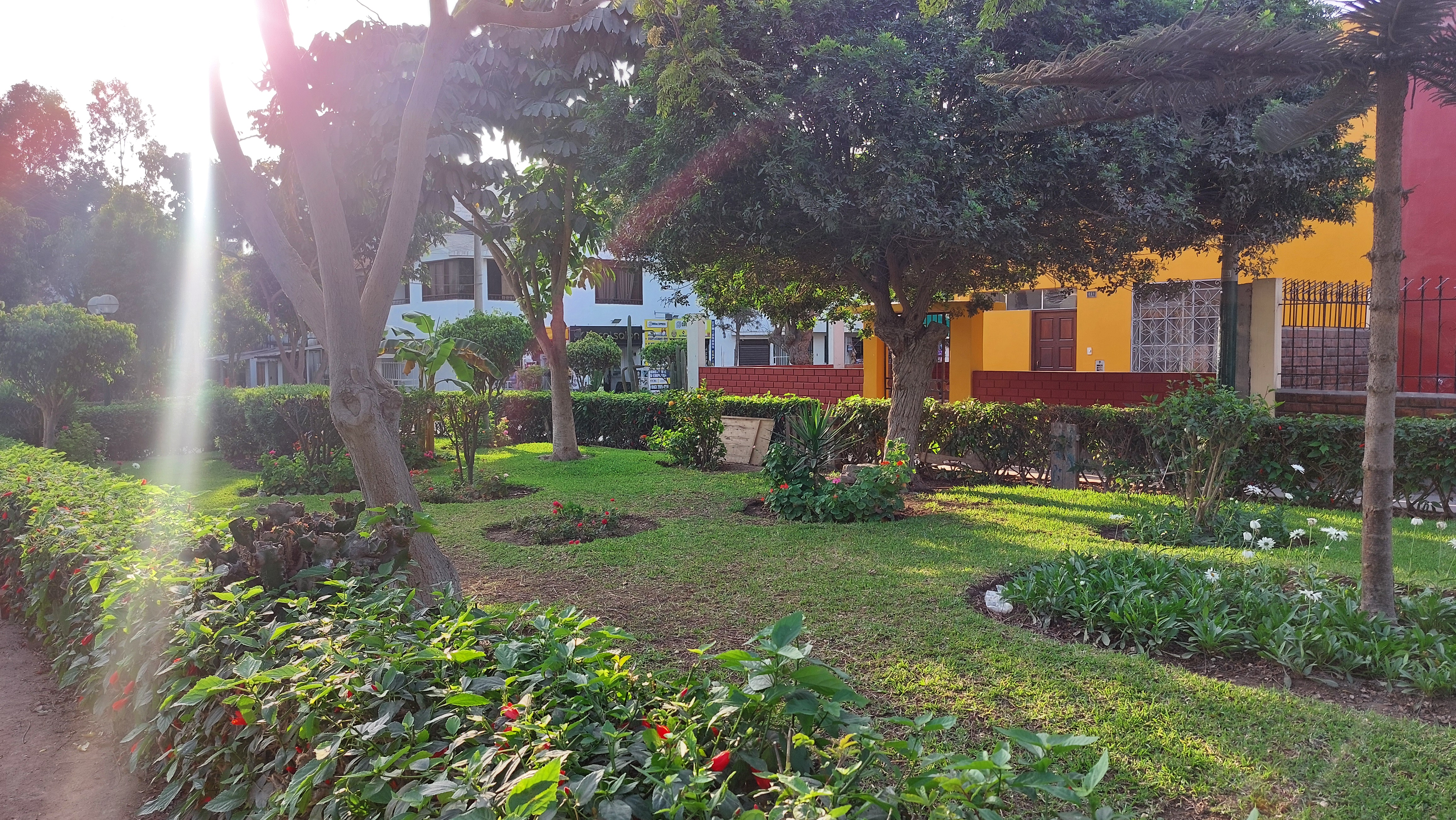
Vista de una de las calles de Musa.

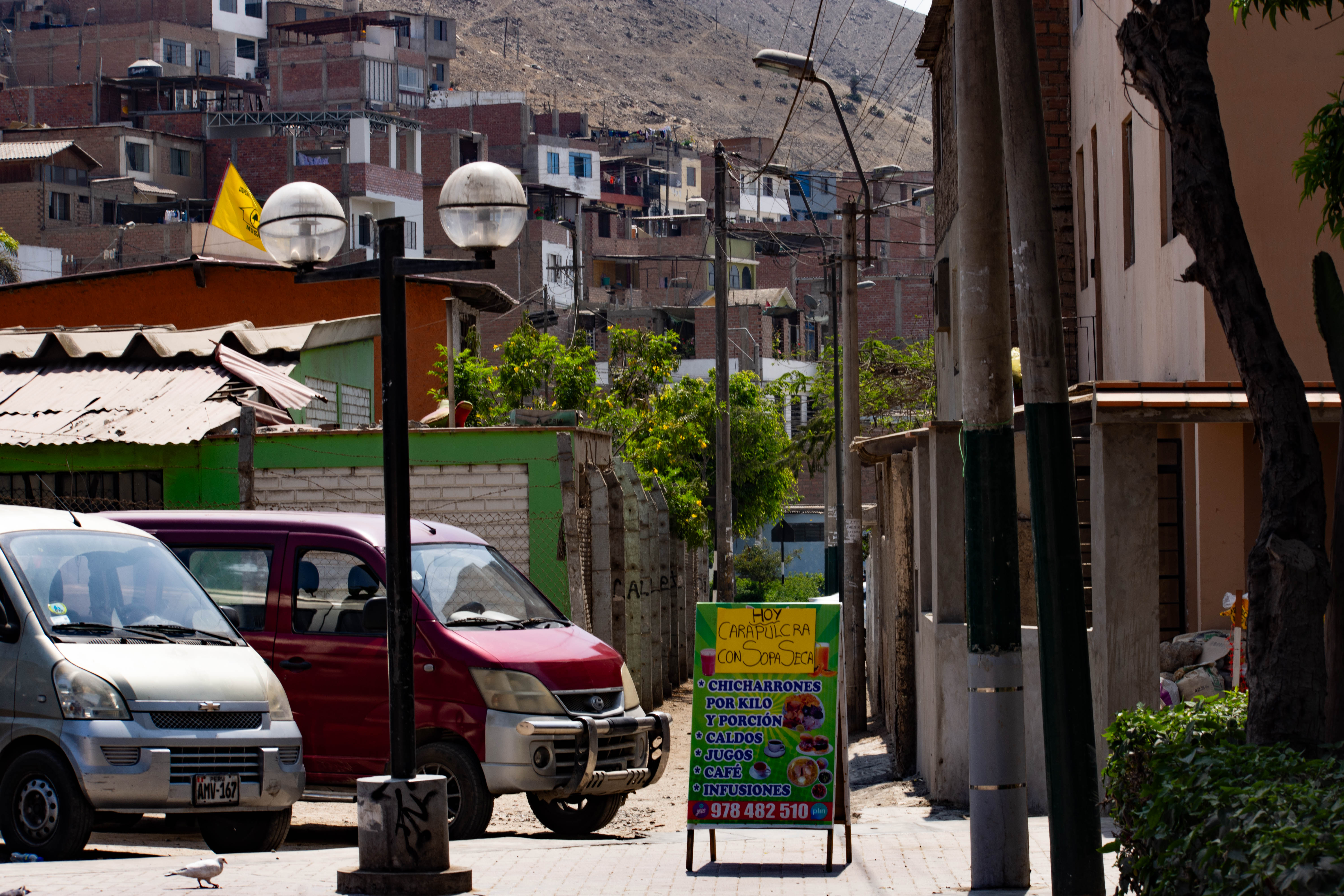
Vista de Musa I Etapa.

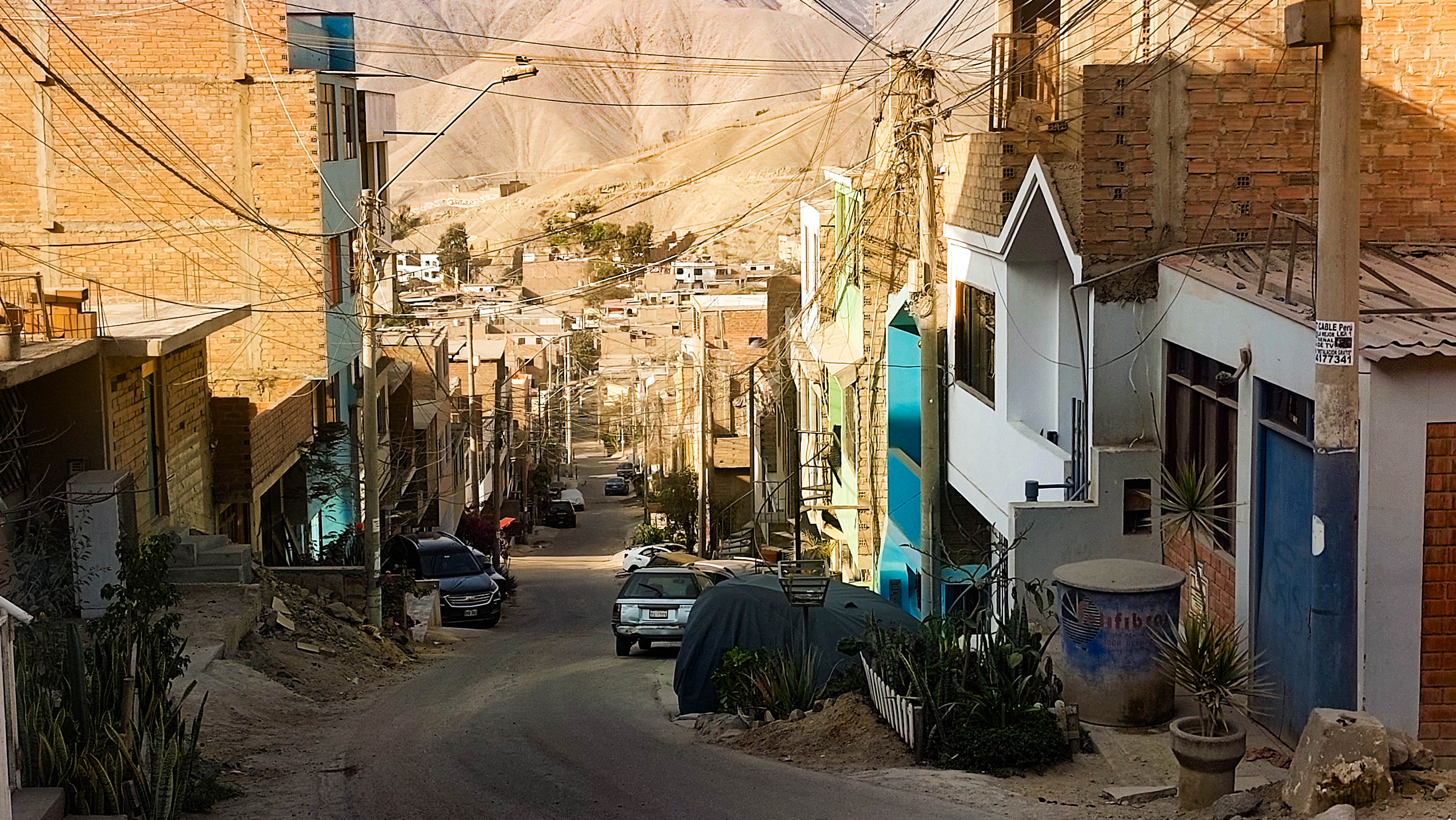
Vista de Musa V Etapa.

En su extensión, el sector acoge diversos centros recreativos y educativos, como:
- BCP - Musa
- Estadio Municipal de La Molina
- Farmadiris - La Molina
- Complejo Deportivo Municipal "César Vidaurre Reina Farje"
- Depincri La Molina - Cieneguilla
- Colegio Óscar Bravo Ratto N.º 130
- Colegio San José Marello N.º 1220
- Colegio Shaloom
- Galería La Molina I
- Mercado Virgen del Carmen
- Mercado Cooperativo Musa
- Leña y Carbón - Musa
- Iglesia "Las Asambleas de Dios del Perú" Musa - La Molina
- Cancha Deportiva "Las Flores"
- Loza Deportiva "Cabo Billy"
- Parroquia "Santa Cruz" ex - Capilla "Santa Cruz" - Musa
- Parque Central de Musa
- Parque Los Molineros
- Parque Pinto
- Parque Fox
- Parque El Hornito
- Parque Virgen de Fátima
- Parque Los Frutales
- Parque 24 lotes
- Parque IV Etapa
- Depósito Municipal de La Molina
- Centro de Salud Musa

## Etapas y asociaciones de viviendas
Al igual que en los distritos de Santiago de Surco y San Borja, las casas de las urbanizaciones de carácter "popular" del distrito de La Molina son viviendas autoconstruidas e inconclusas habitadas por familias de nivel socioeconómico medio alto y medio, siendo Musa una de estas zonas. Asimismo, forma parte del sector 6 del distrito de La Molina. Cuenta con diversas etapas y asociaciones de viviendas, como: 
1. Musa I Etapa
2. Musa II Etapa
3. Musa III Etapa
4. Musa IV Etapa
5. Musa V Etapa
6. Asociación de Vivienda Los Arbolitos
7. Urbanización Los Jazmines (ex Asociación de Vivienda Espalda Minicomplejo)
8. Asociación Pro-Vivienda Las Flores: es la parte más moderna de la zona. Cuenta con edificaciones de vivienda de 3 a 6 pisos.
9. Asociación de Vivienda Piedra Viva
10. Asentamiento Humano San Juan Bautista: es la parte más vulnerable de la zona. Cuenta con casas hechas de madera triplay, y cuya ocupación sí fue producto de invasión y/o tráfico de terrenos.[4]

## Autoridades
Musa, al ser parte del distrito de La Molina, es administrada por esta municipalidad.
- Alcalde (2023 - 2026):
  - Esteban Diego Uceda Guerra-García, de Renovación Popular, alcalde de La Molina.

### Comisarías de Musa
- Comisaría PNP La Molina

### Iglesia Católica
- Parroquia "Santa Cruz"
  - Párroco: Pbro. Sanghyun Cho (Pedro)
  - Vicario: Pbro.Taehun Kim (Mario)